# Photographic Society of America
Photographic Society of America (с англ. — «Американское фотографическое общество»), известное также под аббревиатурой PSA — одна из крупнейших в мире некоммерческих общественных фотоорганизаций.

## История
Организация была основана в 1934 году в результате решения созданного организационного комитета, после реорганизации фотообщества «Объединённые операторские клубы Америки» (англ. Associated Camera Clubs of America), просуществовавшей с 1919 года.
PSA имеет членов более чем в 75 странах мира. В настоящее время членами сообщества являются около 5500 фотографов, из них 35 % резиденты за пределами США.
С октября 2017 года президентом PSA является Елена Мактиг (Elena McTighe).
Основными целями и задачами PSA являются развитие и продвижение искусства и науки фотографии, позиционирование фотографии как средство коммуникации и инструмент культурного обмена; обеспечить образование, предоставлять необходимую информацию, вдохновлять всех, кто интересуется фотографией; и способствовать личностному росту и самовыражению, творчеству, совершенству и этическому поведению во всех аспектах фотографической деятельности.
В течение года PSA проводит несколько заметных конкурсов, в том числе предназначенных для молодых начинающих фотографов.
Также, PSA поддерживает и курирует около 600 международных выставок фотографий почти в 50 странах. Эти выставки открыты для всех желающих.
C 1948 года PSA вручает Медаль прогресса за выдающийся вклад в продвижение фотографии или связанные с ней достижения.